# Liste der Monuments historiques in Le Faouët (Côtes-d’Armor)
Die Liste der Monuments historiques in Le Faouët (Côtes-d’Armor) führt die Monuments historiques in der französischen Gemeinde Le Faouët auf.

## Liste der Bauwerke
| Bezeichnung                  | Beschreibung                  | Standort | Kennzeichnung | Schutzstatus | Datum | Bild           |
| ---------------------------- | ----------------------------- | -------- | ------------- | ------------ | ----- | -------------- |
| Kapelle Notre-Dame und Kreuz | Erbaut im 16./17. Jahrhundert | (Lage)   | PA00089149    | Inscrit      | 1928  | weitere Bilder |

## Liste der Objekte

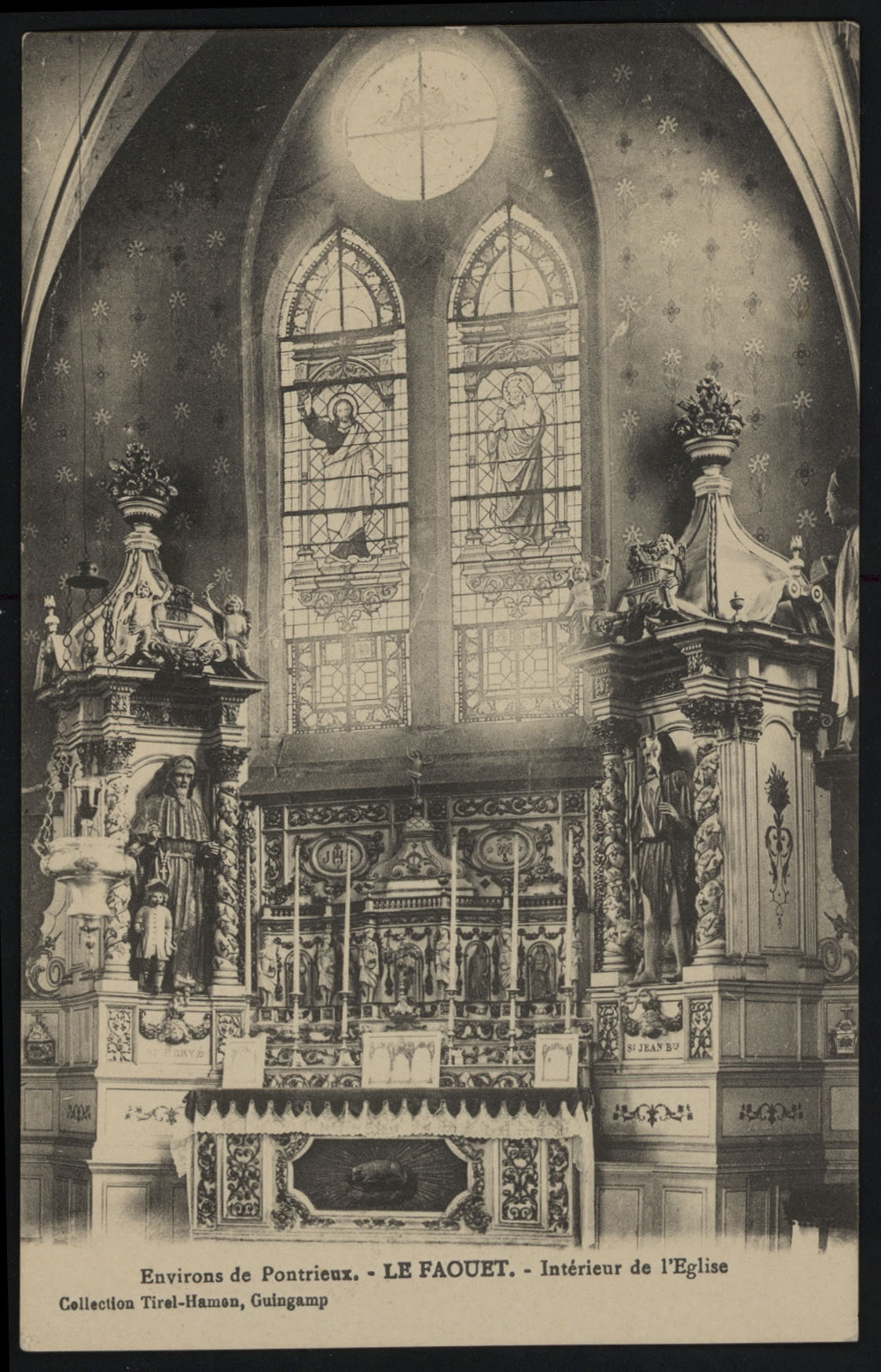
Altar (um 1700) in der Kirche St-Hervé

- Monuments historiques (Objekte) in Le Faouët (Côtes-d’Armor) in der Base Palissy des französischen Kultusministeriums